# Groupe scolaire Jean-Jaurès et mairie annexe de Canon
Le groupe scolaire Jean-Jaurès et la mairie annexe de Canon sont deux monuments historiques situés au 211 et 215 avenue Jean-Jaurès à Mézidon-Canon.

## Histoire
Commune en pleine croissance démographique, la municipalité radical-socialiste de Canon menée par le maire H. Lefebvre, envisage en 1929 de bâtir un ensemble regroupant école pour fille (une école pour garçons a été bâtie en 1923) et mairie avec bains-douches sur un terrain acheté par la commune à proximité des voies ferrées à l'entrée de la commune.
Les frères Wilkin, architectes à Colombelles, imaginent deux bâtiments Art déco non symétriques à la silhouette cubique et aux murs traités en polychromie par l'usage du béton et de la pierre.
Le projet est adopté le 18 février 1931 en conseil municipal, et les travaux confiés à l'entreprise générale Laugeois excepté le chauffage et le sanitaire qui sont réalisés par l'entreprise Chatelain.

## Architecture
Autour d'une cour, à laquelle on accède par un portail à colonnettes, avec de chaque côté un pavillon d'entrée, les classes prennent place dans le bâtiment principal au fond, et les logements des instituteurs, devenus logements sociaux indépendants de l'école, dans les ailes. L'ensemble est dotée d'un toit en terrasse. La façade de la mairie arbore une frise géométrique sous les corniches et des motifs floraux sur le fronton de l'étage et l'encadrement des fenêtres du rez-de-chaussée.
Par arrêté préfectoral du 5 juillet 2010, les façades et les toitures du groupe scolaire (y compris les anciens logements de fonction et le portail) et de la mairie annexe avec le vestibule d'entrée et l'escalier avec sa cage sont inscrits au titre des monuments historiques.

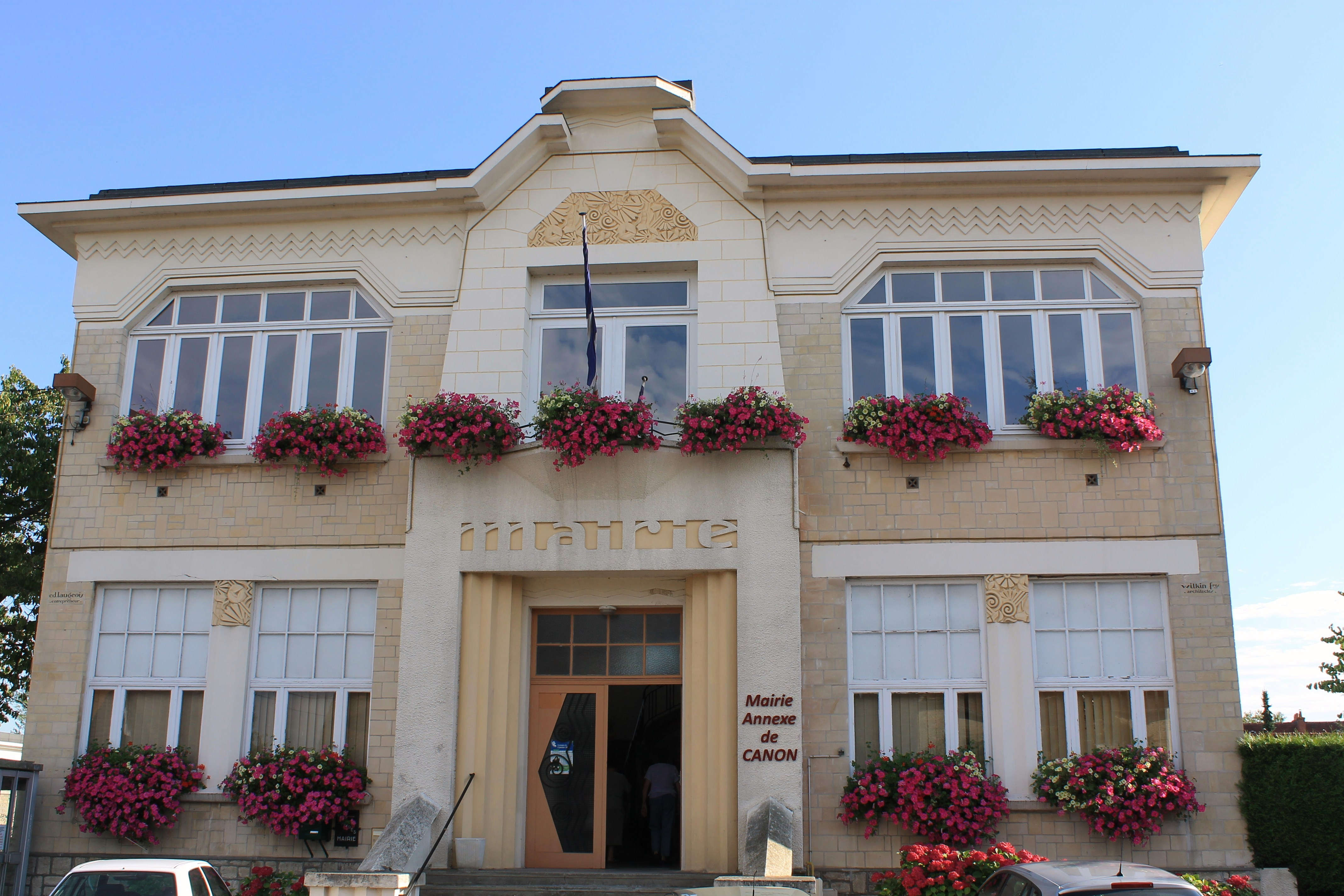
Mairie annexe de Canon
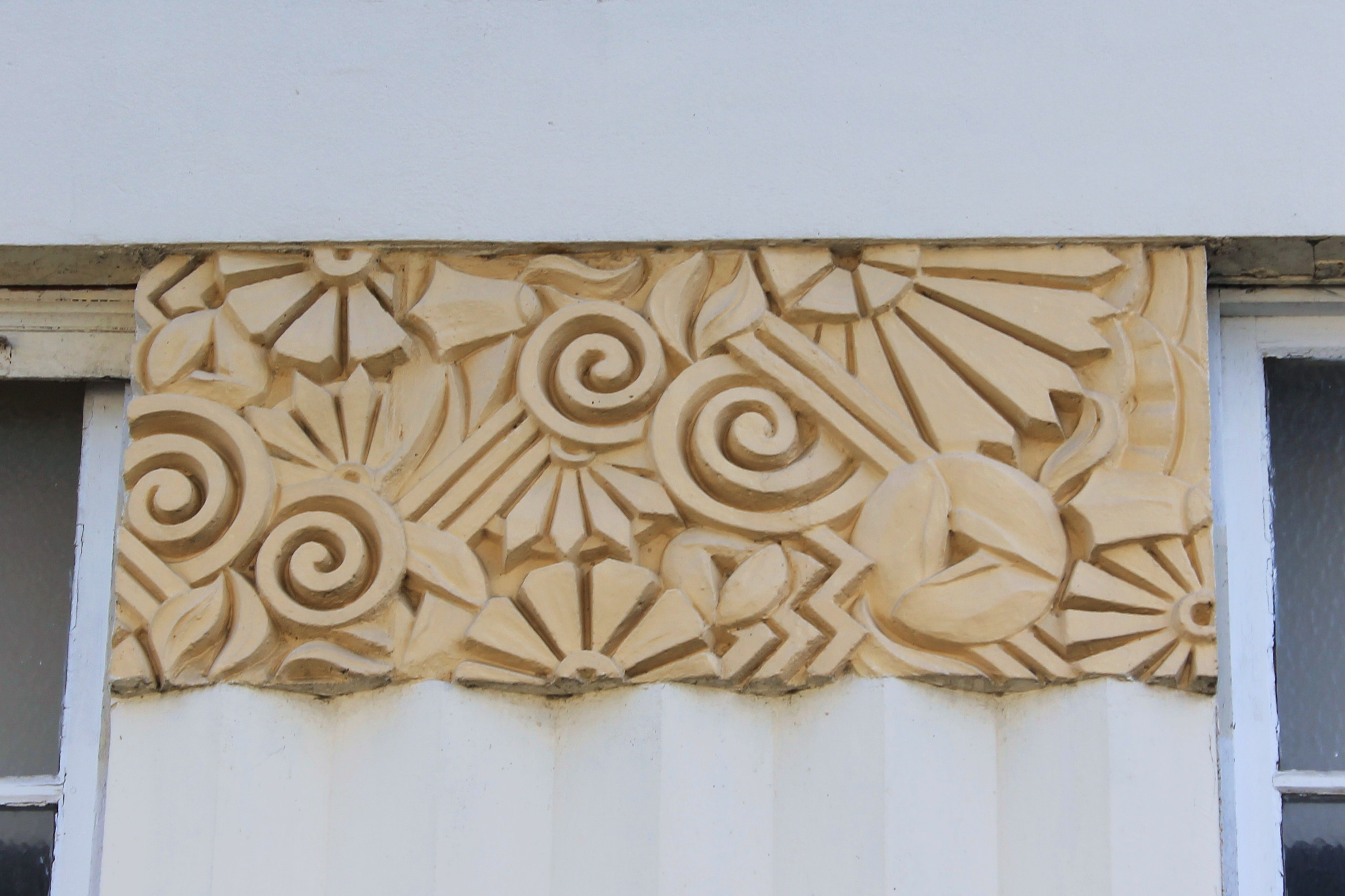
Décors floraux